# Zurwanizm
Zurwanizm – henoteistyczna religia mieszkańców obecnego Iranu za czasów panowania Partów i wczesnych Sasanidów uznająca Zurwana za najwyższe i aetyczne bóstwo.. Zwalczana przez Sasanidów uległa starszemu zaratusztrianizmowi. Początkowo była przez krótki okres religią Persów.